# Droga krajowa SS24 (Włochy)
Droga krajowa SS24 (wł. Strada Statale 24 del Monginevro) - droga krajowa drugiej kategorii w północno-zachodnich Włoszech w całości biegnąca przez Piemont. Arteria od Turynu do Oulx prowadzi bezpośrednio wzdłuż autostrady A32 i jest dla niej bezpłatną alternatywą.